# 藤原咲平
藤原咲平（日语：／ Fujiwara Sakuhei，1884年10月29日—1950年9月22日）是日本氣象學家，也是「藤原效應」的發現者。藤原在1921年至1923年間，透過一系列實驗和觀測，發現兩個距離很近的氣旋性渦漩（例如熱帶氣旋），會因為渦度、質量及相對位置的不同而互相影響。

## 生平
藤原咲平生於二戰前的大日本帝國長野縣諏訪郡，畢業於當地的高島尋常小學和諏訪高等小學（今諏訪市立高島小学），與陸軍中將永田鐵山是同學，日後岩波書店的創辦人岩波茂雄則是其同窗好友。之後從長野縣立諏訪中學（今長野縣諏訪清陵高中）畢業。
藤原在1909年從東京帝国大學理論物理學系畢業，並進入中央氣象台（今日本氣象廳）任職。1915年以〈聲音的異常傳播研究〉論文得到理學博士學位，1920年因同樣的研究獲得帝国學士院獎。取得帝國學士院獎後，藤原赴歐留學，師事挪威氣象學家威廉·皮葉克尼斯，學習當時最先進的天氣預報技術。
回國後的1922年，藤原先進入中央氣象台測候技術官養成所（現氣象大學校），協助培養氣象人才；後於1924年接替寺田寅彥，赴母校東京帝大任教。1937年，藤原因其學術成就，獲得帝國學士院會員資格。除了教學工作，藤原也在氣象台負責天氣預報工作，並於1941年接替岡田武松成為第5任中央氣象台台長。二戰爆發後，藤原身為氣象學家，曾受軍方委託，參與研究氣球炸彈的計畫，戰後也因此被判處「公職追放」5年。
藤原在漩渦、雲、氣象光學等廣泛的氣象領域中有其獨創性的研究，同時他也致力於提拔後進。此外還曾回到故鄉的「諏訪湖」研究結冰現象。藤原晚年因專注寫作及啟發後進，而被人稱為「天氣博士」。他不但為日文發明許多氣象用語，也是日本第一個研究滑翔機的科學家。
作家新田次郎、數學家藤原正彥是他的外甥。

## 著作
- 藤原咲平; 藤教篤. . . 1911 （日语）.
- 藤原咲平. . 通俗科學叢書第5編. 岩波書店. 1926 （日语）.
- 藤原咲平. . 岩波書店. 1929 （日语）.
- 藤原咲平. . 鐵塔書院. 1930 （日语）.
- 藤原咲平. . 岩波書店. 1930 （日语）.
- 藤原咲平. . 岩波講座. 岩波書店. 1931 （日语）.
- 藤原咲平. . 古今書院（日语：古今書院）. 1932 （日语）.
- 藤原咲平. . 鐵塔書院. 1933 （日语）.
- 藤原咲平. . 岩波書店. 1935 （日语）.
- 藤原咲平. . 河出物理實驗講座. 河出書房新社. 1939 （日语）.
- 藤原咲平. . 岩波書店. 1942 （日语）.
- 藤原咲平. . 蓼科書房. 1947 （日语）.
- 藤原咲平. . . 1948 （日语）.
- 藤原咲平. . 三省堂. 1948 （日语）.
- 藤原咲平. . 蓼科書房. 1948 （日语）.
- 藤原咲平. . 羽田書店. 1950 （日语）.
- 藤原咲平. . 岩波書店. 1951 （日语）.
- 藤原咲平. . 三省堂百科系列. 三省堂. 1955 （日语）.
- 藤原咲平. . 岩波書店 （日语）.

## 外部連結
- 藤原咲平 （页面存档备份，存于）（科学館メニュー）（日語）
- 恩賜獎・日本学士院獎・日本学士院愛丁堡公爵獎授獎者一覧 （页面存档备份，存于）（日本学士院）（日語）
- 藤原咲平 （页面存档备份，存于）（田中舘愛橘記念科学館）（日語）
- 藤原咲平 （页面存档备份，存于）（藤原的墓地）（日語）
- 長野縣諏訪市介紹藤原咲平（日語）